# Птолемаїда (Греція)
Птолемаїда (грец. Πτολεμαΐδα), інколи Кайляри (болг. Кайляри, мак. Кајляри, тур. Kayılar, грец. Καϊλάρια) — місто в області Македонія, ном Козані, периферія Західна Македонія, Греція.

## Історія
Птолемаду було засновано в долині Еордая, на північ від міста Козані на початку 7 тисячоліття до н. е.[джерело?]. 2005 року археологи віднайшли залишки двох поселень, які належать до епохи неоліту. Втім, більшість артефактів за останні 30 років тут було знайдено під час промислового видобутку бурого вугілля. Це, перш за все, кераміка, датована 6 століттям до н. е., виявлена на двох ділянках поблизу Гревени та сучасної Птолемаїди. В районі Птолемаїди також було знайдено два стародавніх македонських поховання, що датуються 5 століттям до нашої ери.
Після занепаду Візантійської імперії Птолемаїда в різний час належала Латинській імперії, Королівству Фессалонікійському, Нікейській імперії та Епірському деспотату. У добу османського панування місто мало назву Кейлар (тур. Kailar). До незалежної грецької держави Птолемаїда приєдналась лише 15 жовтня 1912 року.

## Населення
| Рік  | Місто  | Муніципалітет |
| ---- | ------ | ------------- |
| 1940 | 7,719  | —             |
| 1951 | 8,816  | —             |
| 1961 | 12,747 | —             |
| 1971 | 16,588 | —             |
| 1981 | 22,109 | —             |
| 1981 | 22,109 | —             |
| 1991 | 25,125 | 32,775        |
| 2001 | 30,017 | 36,393        |

## Персоналії
- Пантеліс Капетанос — футболіст.
- Нікос Дабізас — футболіст.

## Міста-побратими
- Енкомі,  Кіпр
- Мост,  Чехія